# 521
521 是介于520和522之间的一个自然数及整数。

## 性质
- 第98個質數。前一個為509、下一個為523。
  - 第25對孿生質數，為（521、 523）。前一對是(461,463)，下一對是(569,571)。
  - 卢卡斯数
  - 陈素数
  - 艾森斯坦素数
  - 2521−1是梅森質數。
  - 5212 = 271441是最小的佩蘭偽質數[1]。
  - 此數字雖然是自然質數，但不是高斯質數。前一個有此性質的自然質數是509、下一個是541。（OEIS數列A002313）

其第一象限之高斯質數的整数分解為{\displaystyle \left(20+11i\right)\times \left(20-11i\right)}。
- 十进制的等數位數。

## 人类文化与生活
中国方言众多，各方言区的人互相不能通话。在汉语众多方言中，部分方言521与中国文言文“吾爱伊”翻译为中国官方语言普通话现代文是“我爱你”的谐音（也有部分中国方言说法是“我愿意”的谐音），但在粤语中521是“唔易一”的谐音，在爱情方面含义不好“唔易一”（翻译为普通话是不容易专一)，近几年在中国商家的抄作下在中国网络兴起，和520一起，成为向心仪之人告白、求婚、订婚、结婚或行任何诉说爱意之举，一说520主要是为女性设定的节日，521则主要是为男性设定。通常由5月20日先由男方向女方提出，如果两厢情愿，则由女方5月21日向男方回应，5月20日和21日也逐渐成为了中国年轻人心中的网络情人节。

## 其他521相关
- 521年
- 前521年
- 5月21日